# 노원 일가족 살인사건
노원 일가족  살인사건(蘆原一家族殺人事件)은 김태현(1996년생)이 리그 오브 레전드라는 온라인 게임(닉네임 : 피글렛 )에서 알게 된 25세 여성에게 교제를 요구하면서 지속적으로 스토킹하다 20년 전에 아버지를 여의어 여동생(22세) 및 어머니(59세)와 3인 모녀 가정을 이루고 있던 피해자 일가족 전원을 서울특별시 노원구에서 잔혹하게 살해한 사건이다.

## 사건
2021년 3월 23일 화요일 오후 5시 30분 경 노원구 중계동의 한 아파트.
피의자 김태현(25)은 교제를 거부하던 A씨(25)의 집에 퀵 서비스 기사로 속여 문을 열게 만들었다. 김태현은 아파트(집)에 홀로 있던 A씨의 여동생(22)을 살해한 뒤 5시간 후에 일을 마치고 집으로 귀가한 A씨의 어머니(59)와 1시간 뒤에 돌아온 A씨(25)를 연달아 잔혹하게 살해하였다.

## 수사
2021년 4월 4일 법원은 피의자가 도주할 것으로 판단하고 구속영장실질심사를 마친뒤 구속영장을 발부하였다.
2021년 4월 5일 경찰은 피의자 신상을 공개하기로 결정하였다.
수사 과정 속 피의자 김태현에게 성범죄를 포함한 전과 3건이 있음이 확인되었고, 평소 음란물 사이트도 자주 접속했던 것으로 밝혀졌다.
2021년 4월 8일 경찰은 기존 살인 혐의 외 경범죄처벌법 위반(지속적 괴롭힘, 스토킹), 정보통신망 이용촉진 및 정보보호 등에 관한 법률 위반(정보통신망침해 등), 절도, 주거침입 등 4개 혐의를 추가하였다.
2021년 9월 13일 1심에서 검찰은 그에게 사형을 구형했다.

## 반응
피의자 김태현 가족은 경찰이 압수수색을 벌인지 이틀만에 이사를 간 것으로 확인되었다.

## 판결
김태현에게 무기징역이 선고됐다.